# Pange
Pange település Franciaországban, Moselle megyében. Lakosainak száma 870 fő (2022. január 1.). Pange Courcelles-Chaussy, Laquenexy, Maizeroy, Sanry-sur-Nied és Colligny-Maizery községekkel határos.

## Népesség
A település népességének változása:
| Lakosok száma | 484  | 732  | 857  | 865  | 917  | 885  | 871  | 874  | 876  | 870  |
|               | 1968 | 1982 | 1990 | 2006 | 2013 | 2015 | 2017 | 2019 | 2020 | 2022 |